# Linköpings-Posten
Linköpings-Posten var en gratistidning som distribuerade till hushåll i Linköpings kommun en gång i veckan samt till hushåll i Åtvidabergs kommun en gång i månaden.
Tidningen grundades 1994 under namnet Stan vid Stångån och ägdes ursprungligen av TV Linköping. Den första ansvarige utgivaren var Henrik Friman. 1997 köptes Stan vid Stångån av Mediagruppen Swepress Media. Vid tidpunkten hade tidningen en upplaga på 62200 exemplar. 1999 fick tidningen sitt nuvarande namn. I januari 2018 köptes ägaren Swepress upp av NTM-koncernen Tidningen lades ner i slutet av 2022 med hänvisning till ökade kostnader.